# Corinne Imlig
Corinne Imlig (ur. 7 września 1979 w Schwyz) – szwajcarska narciarka alpejska.

## Kariera
Po raz pierwszy na arenie międzynarodowej pojawiła się 11 lutego 1995 roku w Beckenried, gdzie w zawodach FIS zajęła 75. miejsce w slalomie. W 1999 roku wystartowała na mistrzostwach świata juniorów w Pra Loup, gdzie zajęła 7. miejsce w zjeździe i 17. w supergigancie.
W zawodach Pucharu Świata zadebiutowała 15 stycznia 2000 roku w Altenmarkt, gdzie zajęła 24. miejsce w zjeździe. Tym samym już w debiucie zdobyła pierwsze pucharowe punkty. Na podium zawodów PŚ jedyny raz stanęła 5 marca 2000 roku w Lenzerheide, wygrywając rywalizację w zjeździe. W zawodach tych wyprzedziła Niemkę Petrę Haltmayr oraz Rosjankę Olesię Alijewą i Austriaczkę Renate Götschl. W sezonie 1999/2000 zajęła 61. miejsce w klasyfikacji generalnej.
Nie startowała na igrzyskach olimpijskich ani mistrzostwach świata.

## Osiągnięcia

### Mistrzostwa świata juniorów
| Miejsce | Dzień    | Rok  | Miejscowość | Konkurencja | Czas biegu | Strata | Zwyciężczyni        |
| ------- | -------- | ---- | ----------- | ----------- | ---------- | ------ | ------------------- |
| DNS2    | 10 marca | 1999 | Pra Loup    | Gigant      | 1:53,82    | -      | Denise Karbon       |
| 7.      | 13 marca | 1999 | Pra Loup    | Zjazd       | 1:11,09    | +0,98  | Kerstin Reisenhofer |
| 17.     | 14 marca | 1999 | Pra Loup    | Supergigant | 1:06,08    | +2,12  | Karin Blaser        |

### Puchar Świata

#### Miejsca w klasyfikacji generalnej
- sezon 1999/2000: 61.
- sezon 2000/2001: 119.
- sezon 2001/2002: 114.
- sezon 2002/2003: 86.

#### Miejsca na podium
1. Lenzerheide – 5 marca 2000 (zjazd) – 1. miejsce